# Apponyi Sándor
Gróf nagyapponyi Apponyi Sándor (Párizs, 1844. január 19. – Lengyel, 1925. április 18.) műgyűjtő, diplomata, tárnokmester, a főrendiház tagja, bibliofil és bibliográfus, a Magyar Tudományos Akadémia tiszteleti tagja (1905).

## Családja
Apponyi Rudolf grófnak (1812. augusztus 1. – 1876. május 31.) az akkori párizsi, később londoni követnek (1802–1853) és Benckendorff Anna grófnőnek (1818. szeptember 11. – 1900) a fia.

Testvére: Helena, (1848. november 15. – 1914); házassága: (1866. december 2. Paolo Borghese herceg (1845 – 1920)

Felesége
(Pozsony, 1878. április 27.) Esterházy Alexandra grófnő (1856. január 18. – 1930)

## Életpályája

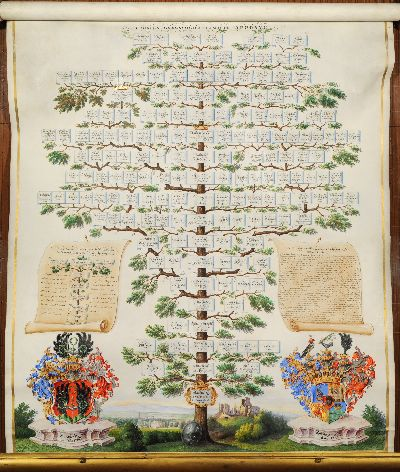
Apponyi Sándor családfája, Őrzőhely: Országos Széchényi Könyvtár

Párizsban született. Itt nagyapja, Apponyi Antal nagykövetként, apja Apponyi Rudolf követségi titkárként dolgozott. Az apa kiküldetését követve költöztek Európa másik jelentős fővárosába, Londonba is. Külföldön magánúton tanult, az egykori negyvennyolcas honvéd, kiváló matematika- és latintanár, Elefánthy Ferenctől. Vizsgáit a pesti Piarista gimnáziumban tette le. Ezután Münchenben hallgatott jogot és sajátította el apja szakmájához szükséges ismereteket. 1863-tól 1866-ig Párizsban Richard von Metternich mellett, Londonban apja mellett követségi attasé, 1871 és 1874 között Párizsban követségi titkár volt.
Bár külföldön tartózkodott, a magyar ügyek iránt is élénken érdeklődött. Hazai tudósaink mellett politikusainkkal is tartotta a kapcsolatot. 1865-től a főrendiház tagja s több éven át országgyűlési jegyző is volt. Apja halála után 1876-ban visszavonult lengyeli birtokukra s kedves foglalatosságának, a könyvek olvasásának és gyűjtésének élt. Közben anyja kérésére a közéletben is érvényesülni próbált. Indult az 1876-ik évi országgyűlési képviselőválasztáson, de nem kapott bizalmat. Két évvel később megnősült, Esterházy Alexandra grófnőt vette feleségül. Ekkoriban került sor a lengyeli kastély átépítésére, komfortosabbá tételére is. 1881-ben egy fiatal, tudós plébánost, Wosinsky Mórt helyeztek Lengyelre. A plébános egy véletlen felfedezésből kiindulva 1882 és 1889 között ásatásokat folytatott a gróf birtokán annak támogatásával. Fáradozásai eredményt hoztak: sikerült feltárnia egy újkőkori sáncrendszert, melyet a környéken újabb feltárások követtek s mindez „Lengyeli kultúra” néven vált ismertté. A leletek egy része a Nemzeti Múzeumba, másik részük pedig a két tudós férfi által 1895-ben alapított Tolna Vármegye Múzeumába került. A gróf 1886-ban Ábel Jenővel közösen megjelentette nagyanyja felmenő rokonai: Isota Nogarola, Angela Nogarola és Zenevara Nogarola irodalmi munkásságát (Isotae Nogarolae Veronensis opera quae supersunt omnia I-II. Budapest-Bécs 1886.) Ebben a tudós humanista nők műveit, levelezését gyűjtötték össze.
1913-ban királyi tárnokmesterré nevezték ki, 1905-ben pedig a Magyar Tudományos Akadémia is tiszteleti tagjává választotta. 1909-ben aranygyapjas vitézi rendet kapott, de az elismerések ezután is folytatódtak.
Nyolc év múlva a Magyar Történelmi Társulat tiszteletbeli tagjává, a Magyar Bibliophil Társaság pedig tiszteletbeli elnökévé választotta.
1924. szeptember 15-én kelt adománylevelében hungarika gyűjteményét valamint történeti és bibliográfiai segédkönyvtárát a könyvtári berendezéssel együtt a Magyar Nemzeti Múzeumnak adományozta. A nemzetgyűlés hálából érdemeit törvénybe iktatta (1925. évi I. tc. Archiválva 2015. április 2-i dátummal a Wayback Machine-ben). 1925-ben hunyt el. Apponyi Albert így írt róla: "Az ősi családi névre, melynek az ő halála óta én vagyok legöregebb viselője, ezzel új fényt árasztott boldogult rokonom és barátom, mert az ő, nagyobbrészt félrevonultságban és csendben lefolyt élete, az összes kortársak sorában a leghasznosabbak egyike volt a közügyre, különösen pedig a nemzeti önismeretre és annak megfelelő önérzet kifejlődésére nézve".

## Könyvgyűjtése

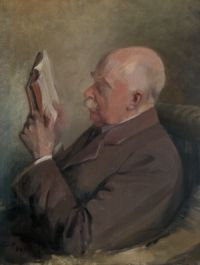
Apponyi Sándor kedvenc foglalatossága közben, Őrzőhely: Országos Széchényi Könyvtár

Családja nyomdokait követve kezdett könyveket gyűjteni. 1774-ben dédapja, Apponyi Antal György (1751-1817) számos ritkaságból álló könyvtárat alapított Bécsben. Igazi műkedvelőként nem csupán a kéziratokat, ősnyomtatványokat és metszeteket gyűjtötte, de számos festményt őrzött többek közt Tiziano, Correggio, Murillo és Van Dyck munkái közül. Emellett György gróf baráti viszonyt ápolt Joseph Haydn-nal is. A zeneszerző op.71/74-es kvartettjeit a grófnak dedikálta s ezek Apponyi Qvartettek néven váltak ismertté.  Tudjuk továbbá, hogy Haydn két oratóriumának (A teremtés, Az évszakok) megjelentetését anyagilag is támogatta. Apponyi György halála után festményei árverésre kerültek. A könyvgyűjteményt ezzel szemben nyilvános könyvtárrá alakította fia Apponyi Antal (1782-1852), és 1939-ig a gyűjtemény itt külön könyvtárat képezett, amikor azonban azt Apponyba szállították.
Az ifjú Apponyi már  hatéves korában könyvekre tette félre pénzét. Barátja és segítője, Dézsi Sándor leírásából tudjuk, hogy példaképének Zsámboky Jánost tekintette. Első könyvét, egy ősnyomtatványt, nyolc évvel később tudta megvásárolni Londonban a Tottenham Court Roadon. Westell antikvárius Apponyi visszaemlékezése szerint két shillinget kért Laskai Osvát Biga Salutis című munkájáért.
A kezdeti bizonytalan lépéseket nem egyedül kellett megtennie, környezetének bibliofil, könyvismerő tagjai segítették gyűjtési szokásainak kialakulását. Emellett fejlesztették könyvészeti ismereteit is. Ilyen volt sir Moncton Milnes a magyar szabadságharc egykori lelkes támogatója, az 1853-ban létre jött Philobiblon Society egyik alapító tagja és elnöke is.
Kálnoky Gusztávot, a későbbi külügyminisztert, nem csupán aukciós, antikváriumi beszerzéseire kísérte el az ifjú gyűjtő. Kálnoky adta az ötletet, hogy az egy szakterületre tartozó munkák beszerzésére összpontosítson.  A hungarikák iránti vonzódást elősegíthette egy másik barát, a British Library könyvtárosa, a Magyar Tudományos Akadémia kültagja, Thomas Watts is. Nem véletlen ez, hiszen a British Museum gyűjteményében két Corvinát  is felfedező tudós a magyar történelem, nyelv és irodalom elkötelezett híve volt. Így, mikor az ifjú Apponyi magyar műveket kölcsönzött a könyvtárból kapcsolatba került Wattssal is. 
Mindemellett nem csupán a barátok, az antikváriumok, árverések kapcsán került közel a régi könyvek világához. A diplomata család jó kapcsolatokat ápolt London előkelőségeivel. Így az ifjú műkedvelőnek lehetősége volt közelről megismerni számos jelentős gyűjteményt.
Párizsba kerülve a Rue de Belle Chasse-on talált szállást, Gustave Doré könyvillusztrátor szomszédságában. A francia fővárosban lett jó barátja a későbbi osztrák pénzügyminiszternek, báró Ernst von Plenernek, aki úgy jellemezte, mint igazi hazaszerető magyart. Egy olyan arisztokratát, aki könyvszeretetében is magyar ügyet szolgált. Apponyi ekkoriban ismerte meg a vele egyidős, szintén bibliofil James Armand Rothschild bárót. Őt gyűjteménye létrehozásában egy szakember, a párizsi École des Langues Orientales Vivantes tanára, Émile Picot segítette. A tudós tanár emellett törekedett egy nyomtatott katalógus létrehozására is a báró könyvtára alapján. Apponyit is erre biztatta a könyveiről, sőt segített is neki a kezdeti tételek elkészítésében. Dézsi Sándor szerint Apponyi már 1860-ban hozzálátott könyvei katalogizálásához  így valószínűleg nem volt nehéz a folytatás.
1866-ban apját Londonba szólította a kötelesség, s ő is vele tartott, mint követségi attasé. A fiatal gróf továbbra is részt vett az árveréseken, így Nicolaos Yemenitz selyemkereskedő könyvtárának 1867-es párizsi kalapács alá kerülésén is. Itt vásárolta meg Zsámboki János Emblemata című művét.
Közben hazánk is megismerte könyvgyűjtő tevékenységét. 1868-ban a Magyar Tudományos Akadémián Toldy Ferenc mutatta be, mint kiváló bibliofilt és egy ismeretlen, Sztárai Mihálytól származó mű felfedezőjét.
Apját követve ismét Párizsba kellett mennie, de itt is folytatta gyűjteménye gyarapítását. Belépett a Société des bibliophiles français tagjainak sorába, ahol igazi könyvszerető társakra talált s tagságát, a mindössze száz főre korlátozott társaságban, a trianoni békéig folyamatosan meg is újította. A társaság elnöke ekkoriban Jérôme Pichon báró, francia akadémikus volt, aki hatalmas bibliofil gyűjteményt hozott létre. Később az ő könyvtárának árverésén vásárolta Apponyi azt a kötetet, mely a mohácsi csatáról szól és Kolumbusz Kristóf fiának, Ferdinando Colombonak tulajdona volt egykor. A bibliofilek között találkozott a nagy francia bibliográfussal, Ambroise-Firmin Didot-val, aki egyszer tanácsát is kérte egy magyar névre vonatkozóan. Lengyelre költözése után is folytatta gyűjteménye gyarapítását, kapcsolatban állt a jelentősebb külföldi antikváriumokkal, s részt vett az árveréseken is.
Az időközben szépen megnövekedett könyvtár ritka és értékes kincseit nem csupán a saját szórakozására gyűjtötte a gróf. 1882-ben a Magyar Iparművészeti Múzeum által rendezett könyvkiállításon ötvenegy ritka és díszes kötésű könyvet mutatott be. Köztük Pesti Gábor Aesopus fabuláit, Zsámboki János emblémáskönyvét, Szenczi Molnár Albert szótárát, a Károlyi Gáspár fordította Bibliát. Valamennyi mű igazi bibliofil különlegesség (első kiadások, ritka teljes példányok, épen maradt korabeli vagy modern művészi francia, angol kötésben).
Mindeközben folyamatosan gyűjtött műveket Isota Nogarola korának hiteles rajzához és életrajzához. Ennek eredménye egy kis reneszánsz könyvtár, a Rariora gyűjtemény. 1923-ban a Magyar Bibliophil Társaság által az Országos Iparművészeti Múzeumban rendezett, fametszetes könyvdíszítéseket bemutató, kiállításon is részt vett többek közt két Attila hun király tetteit bemutató munkával.

## Katalógusa
Könyveinek leírását még Párizsban, francia nyelven kezdte el, a korábban említett Picot biztatására. Később a leírások nyelvéül inkább a németet választotta. Dézsi Lajos arra enged következtetni, hogy már tizenhatéves korában készített bibliográfiai leírást könyveiről. 
A folyamatosan gyarapodó könyvtár katalógusának első és második kötete még a gróf életében megjelent németül és magyar fordításban. 
Az alaposan megírt tételek mellett ismertette az egyes művek hazai vonatkozásait is. Korrigálta bibliográfus elődjei hibás meghatározásait. Emellett a szerzőre vagy a szövegben említett személyekre vonatkozó szakirodalom megállapításait is közzétette. „Az első kötetben 657 mű leírását kaptuk; a második kötetben, mely a tizenhetedik századnak s a tizennyolcadik század két évtizedének magyar vonatkozású külföldi nyomtatványait írja le, az ismertetett művek száma 1538-ra emelkedik.”  Több művet ő írt le először, megtalálta névtelen munkák szerzőit. A két kötet 125–125 példányban jelent meg a Franklin-Társulat nyomdájában. Kereskedelmi forgalomba nem került, nagyobb részüket ajándékként küldözgette szét a könyvtáraknak, intézményeknek, érdeklődőknek. 
A harmadik és a negyedik köteten fáradhatatlanul dolgozott haláláig, de a befejezés és a megjelentetés gondja, jó barátjára, Dézsi Lajosra maradt. Ő a fennmaradt levelek tanúsága szerint sok segítséget kapott az egyes tételek, leírások korrektúrázásában Eszterházy Alexandrától. A kettőjük áldozatos munkája egészítette ki az Apponyi Sándor által elkezdett folyamatot. Így jelenhetett meg a katalógus harmadik kötete 1925-ben a negyedik kötet pedig 1927-ben.
„A négy kötet 2509 nyomtatvány ismertetését nyújtja, számos bibliográfiai adat precíz meghatározásával. Imponáló bizonyítéka e katalógus annak, hogy a magyar bibliofilek fejedelmeként tisztelt Apponyi nemcsak rendkívül igényes gyűjtő, hanem széles körű nyelvi és szakismeretekkel rendelkező tudós volt.”

## Akadémiai karrierje
1888-ban az Akadémia igazgató tagja, 1905-ben tagja lett.

## Művei
- Alexander Apponyi: Hungarica. Ungarn betreffende im Auslande gedruckte Bücher und Flugschriften. I-IV. München, 1903-1927.
- Isotae Nogarolae Veronensis opera quae supersunt omnia I-II. Budapest-Bécs 1886.

## Ajánlott irodalom
- Nagy Iván: Magyarország családai czímerekkel és nemzékrendi táblákkal: IX. kötet [Paál - Rottal]. Pest: Ráth Mór. 1862.
- Dézsi Lajos et al. : Gr. Apponyi Sándor emlékezete Budapest, 1927.
- Dézsi Lajos: Látogatás gróf Apponyi Sándornál. In: Magyar Bibliofil Szemle, 1924.
- Magyarország és Európa az Apponyi-gyűjtemény tükrében. Emlékülés és kiállítás Apponyi Sándor születésének 150. évfordulója alkalmából. Szerk: W. Salgó Ágnes. Budapest, 1995.
- Palóczi Edgár: Bei Alexander Grafen Apponyi. Eine Erinnerung an Ungarn grössten Bibliophile. In: Műgyűjtő, 1931.
- Vértesy Miklós: Apponyi Sándor (A Könyvtáros, 1957. 4. sz.)
- W. Salgó Ágnes: Epizódok Apponyi Sándor Hungarica-gyűjteményének történetéből. In: Emlékkönyv a Teleki Téka alapításának 200. évfordulójára 1802-2002. Marosvásárhely, 2002.
- Samay László: Apponyi Sándor társadalmi és gazdasági tevékenysége Lengyelen; Samay László, 2006
- W. Salgó Ágnes: Gróf Apponyi Sándor In: Gyűjtők és gyűjtemények. Budapest, 2009.
- Gál István: Az Apponyi-gyűjtemény londoni kezdetei In: Magyar Könyvszemle. Budapest, 1968. Online hozzáférés
- Hóman Bálint: Apponyi Sándor. In: Magyar Könyvszemle. Budapest, 1924. Online hozzáférés
- Pukánszkyné Kádár Jolán: Az Országos Széchényi Könyvtár Apponyi-gyűjteménye Budapest, 1926. Online hozzáférés
- Végh Gyula: Rariora et curiosa gróf Apponyi Sándor gyűjteményéből Budapest, 1925. Online hozzáférés